# Gimnàstica als Jocs Olímpics d'estiu de 2024 - Exercici de terra femení
La competició femenina de l'exercici de terra als Jocs Olímpics d'Estiu de 2024 es va celebrar els dies 28 de juliol i 5 d'agost de 2024 a l'Accor Arena (anomenat Bercy Arena a causa de les normes de patrocini del COI). 76 gimnastes de 33 nacions (del total de 95 gimnastes) van competir a terra a la ronda de qualificació.

## Rerefons
Aquesta va ser la vintena aparició de l'esdeveniment, després de debutar als Jocs Olímpics d'estiu de 1952. La campiona del 2016 Simone Biles es va classificar per a la final per tercers Jocs Olímpics consecutius. No obstant això, només va competir a la final de l'esdeveniment per segona vegada després de retirar-se de la final del 2020 a causa dels yips. La defensora de la medalla d'orJade Carey, també va competir a la ronda de classificació, però no va avançar després de caure en una de les seves diagonals. Més tard va revelar que no s'havia trobat bé durant els dies previs a la classificació.

## Qualificació
Un Comitè Olímpic Nacional (o NOC) podia incorporar fins a 5 gimnastes qualificades. Es destinen un total de 95 places a la gimnàstica artística femenina.
Els 12 equips classificats van poder enviar 5 gimnastes a la competició per equips, per un total de 60 de les 95 places de quota. Els tres primers equips del Campionat del Món de Gimnàstica Artística 2022 (Estats Units, Gran Bretanya i el Canadà) i els nou primers equips (excloent els ja classificats) al Campionat del Món de Gimnàstica Artística 2023 (Xina, Brasil, Itàlia, Països Baixos, França, Japó, Austràlia, Romania i Corea del Sud) van obtenir les places de qualificació per equips.
Les 35 places restants s'atorguen individualment. Cada gimnasta només pot guanyar una plaça, tret que les gimnastes que van competir amb un equip qualificat eren elegibles per guanyar un segon lloc a la Sèrie de la Copa del Món All Around 2024. Algunes de les proves individuals estan obertes a gimnastes de NOCs amb equips qualificats, mentre que d'altres no. Aquestes places s'ocupen mitjançant diversos criteris basats en el Campionat del Món de 2023, les sèries de la Copa del Món de Gimnàstica Artística FIG 2024, campionats continentals, una garantia de reassignació i una invitació de la Comissió Tripartita.
Cadascuna de les 95 gimnastes qualificades és elegible per a la competició de terra, però moltes gimnastes no competeixen en totes les proves d'aparells.

## Format de competició
Les 8 primeres classificades de la fase de qualificació (límit de dos per NOC) van passar a la final d'aparells. Les finalistes van tornar a actuar al terra. Aleshores es van ignorar les puntuacions de la qualificació, i només comptaven les puntuacions de la ronda final. A causa de l'empat en els resultats de la classificació a la darrera posició entre Rina Kishi i Ana Bărbosu, 9 gimnastes van passar a la ronda final.

## Programació
| Data                                                   | Time  | Ronda        | Subdivisió   |
| ------------------------------------------------------ | ----- | ------------ | ------------ |
| 28 juliol                                              | 09:30 | Qualificació | Subdivisió 1 |
| 28 juliol                                              | 11:40 | Qualificació | Subdivisió 2 |
| 28 juliol                                              | 14:50 | Qualificació | Subdivisió 3 |
| 28 juliol                                              | 18:00 | Qualificació | Subdivisió 4 |
| 28 juliol                                              | 21:10 | Qualificació | Subdivisió 5 |
| 5 agost                                                | 14:25 | Final        | –            |
| All times are Central European Summer Time (UTC+02:00) |       |              |              |

## Resultats

### Qualificació
Les gimnastes que van quedar entre les vuit primeres es classificaven per a la ronda final. En el cas que més de dues gimnastes d'un mateix CON estiguessin entre les vuit primeres, l'última classificada entre elles no es classificaria per a la fase final. En lloc d'això, es classificaria la següent gimnasta millor classificada.
| Posició | Gimnasta              | Dif | Ex    | Pen.  | Total  | Qual. |
| ------- | --------------------- | --- | ----- | ----- | ------ | ----- |
| 1       | Simone Biles (USA)    | 6.8 | 7.900 | 0.100 | 14.600 | Q     |
| 2       | Rebeca Andrade (BRA)  | 5.9 | 8.000 |       | 13.900 | Q     |
| 3       | Jordan Chiles (USA)   | 5.8 | 8.066 |       | 13.866 | Q     |
| 4       | Sabrina Voinea (ROU)  | 6.2 | 7.600 |       | 13.800 | Q     |
| 5       | Alice D'Amato (ITA)   | 5.6 | 8.100 |       | 13.700 | Q     |
| 6       | Ou Yushan (CHN)       | 5.6 | 8.066 |       | 13.666 | Q     |
| 7       | Manila Esposito (ITA) | 5.7 | 7.933 |       | 13.633 | Q     |
| 8       | Rina Kishi (JPN)      | 5.6 | 8.000 |       | 13.600 | Q     |
| 8       | Ana Bărbosu (ROU)     | 5.6 | 8.000 |       | 13.600 | Q     |
| 10      | Zhang Yihan (CHN)     | 5.5 | 8.033 |       | 13.533 | R1    |
| 11      | Júlia Soares (BRA)    | 5.4 | 8.100 |       | 13.500 | R2    |
| 12      | Jade Barbosa (BRA)    | 5.5 | 8.000 |       | 13.500 | –     |
| 13      | Angela Andreoli (ITA) | 5.8 | 7.700 |       | 13.500 | –     |
| 14      | Zhou Yaqin (CHN)      | 5.5 | 7.966 |       | 13.466 | –     |
| 15      | Ellie Black (CAN)     | 5.6 | 7.900 | 0.100 | 13.400 | R3    |

1. ↑  Rina Kishi i Ana Bărbosu van empatar a la vuitena posició de la qualificació per a l'exercici de terra. Donat que tenien la mateixa puntuació de dificultat (5.6) i d'execució (8.000), no es poder desempatar, de manera que nou gimnastes es van classificar per a la fina de l'exercici de terra

Reserves
Les reserves per a la final de la prova de terra van ser:
1. Zhang Yihan (CHN)
2. Júlia Soares (BRA)
3. Ellie Black (CAN)

Només dues gimnastes de cada país podien passar a les finals de gimnàstica. Les gimnastes que no es van classificar per a les posicions de reserva a causa de la quota, però van obtenir puntuacions prou altes per fer-ho van ser:
- Jade Barbosa (BRA)
- Angela Andreoli (ITA)
- Zhou Yaqin (CHN)

### Final
| Posició | Gimnasta              | Dif | Ex    | Pen.  | Total  |
| ------- | --------------------- | --- | ----- | ----- | ------ |
| 1       | Rebeca Andrade (BRA)  | 5.9 | 8.266 |       | 14.166 |
| 2       | Simone Biles (USA)    | 6.9 | 7.833 | 0.600 | 14.133 |
| 3       | Ana Bărbosu (ROU)     | 5.8 | 8.000 | 0.100 | 13.700 |
| 4       | Sabrina Voinea (ROU)  | 5.9 | 7.900 | 0.100 | 13.700 |
| 5       | Jordan Chiles (USA)   | 5.8 | 7.866 |       | 13.666 |
| 6       | Alice D'Amato (ITA)   | 5.6 | 8.100 | 0.100 | 13.600 |
| 7       | Rina Kishi (JPN)      | 5.7 | 7.566 | 0.100 | 13.166 |
| 8       | Ou Yushan (CHN)       | 5.6 | 7.700 | 0.300 | 13.000 |
| 9       | Manila Esposito (ITA) | 5.7 | 6.533 | 0.100 | 12.133 |

## Polèmica
La gimnasta nord-americana Jordan Chiles, que va ser l'última competidora en actuar a la final, va rebre inicialment una puntuació de 13.666, que la va situar en la cinquena posició directament darrere de les gimnastes romaneses Ana Bărbosu i Sabrina Voinea, que van rebre cadascuna una puntuació de 13.700 amb Bărbosu guanyant el desempat per la puntuació de l'execució. L'entrenadora de Chiles, Cécile Canqueteau-Landi, va presentar una consulta sobre la puntuació de Chiles que va donar lloc a una revisió que va augmentar la seva puntuació de dificultat en una dècima (0,1) - es va ajustar a 5,9 de 5,8. Per tant, la puntuació general es va augmentar a 13.766, passant-la de la cinquena posició a una posició de medalla de bronze. Una altra controvèrsia va sorgir quan es va revelar que Voinea havia rebut una deducció de 0,1 punts per sortir dels límits. La repetició va demostrar que Voinea potser no havia sortit fora dels límits. Si no s'hagués fet la deducció, Voinea hauria obtingut 13.800, cosa que l'hauria posat a la posició de medalla de bronze fins i tot després que la puntuació de Chiles s'hagués augmentat.
L'exgimnasta olímpica romanesa, Nadia Comăneci, i Mihai Covaliu, president del Comitè Olímpic i Esportiu Romanès, van demanar que Morinari Watanabe, president de la Federació Internacional de Gimnàstica (FIG), permetés que l'exercici de terra de Voinea es tornés a analitzar. El primer ministre de Romania, Marcel Ciolacu, va declarar que boicotejarà la cerimònia de clausura per "la situació escandalosa de la gimnàstica, on les esportistes [romaneses] van ser tractades d'una manera absolutament deshonrosa".
Posteriorment, Bărbosu i Voinea van apel·lar al Tribunal d'Arbitratge de l'Esport (TAS). Bărbosu va apel·lar que la investigació de Chiles es va presentar vint-i-quatre segons després del termini d'un minut i, per tant, no hauria d'haver estat revisada en primer lloc. El 10 d'agost, cinc dies després de la final, el TAS va constatar que la investigació de Chiles es va presentar més enllà del termini d'1 minut especificat a l'art. 8.5 del Reglament Tècnic FIG 2024, amb l'hora oficial del sistema Omega marcant la consulta en 1 minut i 4 segons. Per tant, el TAS va dictaminar que es restabliria la "puntuació inicial de 13,666 atorgada a la Sra. Jordan Chiles a la final de l'exercici de terra femení" i va ordenar a la FIG que determinés la classificació de la final i "assignés la(s) medalla(s) d'acord amb el la decisió anterior". El recurs de Voinea va ser simultàniament rebutjat. La FIG va restablir la classificació original, cosa que va fer que Bărbosu es col·loqués tercera, Voinea quarta i Chiles cinquena.
Més tard aquell dia, Bărbosu va publicar al seu Instagram un missatge a Voinea i Chiles dient que "els meus pensaments estan amb vosaltres. Sé el que estàs sentint, perquè jo he passat pel mateix. […] Aquesta situació no hauria existit. si els responsables haguessin respectat el reglament. Nosaltres, les esportistes, no hem de culpar, i l'odi que ens dirigeix és dolorós".
L'11 d'agost, el Comitè Olímpic Internacional va confirmar formalment la nova classificació i va ordenar que Chile retornés la medalla de bronze i fos reassignada a Bărbosu. Més tard aquell dia, USA Gymnastics (USAG) va presentar proves de vídeo addicionals que suggerien que la investigació es va fer a 47 segons en contra del temps oficial d'1 minut i 4 segons i va sol·licitar el restabliment de la puntuació de 13.766. El CAS va negar l'apel·lació de l'USAG per reobrir el cas. USAG va declarar la seva intenció de continuar perseguint "totes les vies possibles i el procés d'apel·lació, inclòs al Tribunal Federal Suís".
Finalment, la Federació Romanesa va proposar que es poguessin concedir tres medalles de bronze, a Bărbosu, Voinea i Chiles, donada la complexitat de la situació, però la proposta no va tirar endavant.
El 16 d'agost, Bărbosu va rebre oficialment la medalla de bronze olímpica a la seva ciutat natal de Focșani.